# Intoxication par la fétuque élevée
Pour un article plus général, voir Fétuque élevée.
L'intoxication par la fétuque élevée est une maladie affectant les animaux (bovins, ovins et équidés) qui paissent sur des pâturages à dominante de fétuque élevée (Festuca arundinacea), lorsque celle-ci est infestée par un champignon endophyte, Neotyphodium coenophialum (synonyme : Epichloe coenophiala). Ce champignon, proche de l'ergot du seigle, appartient à la famille des Clavicipitaceae et produit divers alcaloïdes toxiques, en particulier des neurotoxines, l'ergovaline favorisant les gangrènes des extrémités et la loline, défense chimique contre les insectes herbivores. Le champignon procure à la Fétuque qui l'héberge plusieurs avantages. Ainsi, les plantes endophytées tolèrent mieux, grâce à des molécules anti-oxydantes, différents stress tels que le déficit hydrique, les excès de sel, la vie à l'ombre, les attaques de champignons pathogènes ou les ultraviolets.
Ce type d'intoxication du bétail est bien connu en Amérique du Nord, en Australie et en Nouvelle-Zélande, pays dans lesquels la fétuque élevée est cultivée en monoculture (notamment le cultivar Kentucky 31 qui est devenue une espèce invasive en Amérique) sur de grandes surfaces, mais rare en Europe, pour des raisons mal élucidées, bien que le taux d’infestation de graminées sauvages par des champignons du genre Epichloe y soit élevé. L'intoxication se traduit par trois types de syndromes : une nécrose des extrémités, la maladie dite des pieds de fétuque, un syndrome estival aux symptômes variés entraînant surtout des pertes de production, et plus rarement une « lipomatose » associée à la prolifération d’amas graisseux.

## Équidés
Les chevaux sont particulièrement vulnérables aux problèmes de reproduction associés à la fétuque élevée, qui se traduisent souvent par la mort du poulain, de la jument ou des deux. Les juments gestantes peuvent être fortement affectées par les alcaloïdes produits par le symbionte de la fétuque élevée. Les poulinières, qui broutent de la fétuque infectée peuvent avoir une gestation prolongée, une difficulté de poulinage, un placenta épaissi ou une lactation altérée. En outre, les poulains peuvent naître affaiblis ou mort-nés. Pour modérer l'intoxication, il est recommandé d'éloigner les juments gestantes des pâturages de fétuque élevée infectés pendant 60 à 90 jours avant la mise-bas, car les problèmes de gestation tardifs sont plus fréquents.

## Bovins
L'intoxication par la fétuque chez le bétail se traduit par un pelage plus rêche en été et une intolérance à la chaleur. Les bovins qui paissent sur la fétuque élevée sont plus susceptibles de rester à l'ombre ou de patauger dans l'eau par temps chaud. En hiver, un syndrome, connu sous le nom de pieds de fétuque, peut affecter le bétail. Il s'agit d'une vasoconstriction permanente des vaisseaux sanguins, en particulier dans les extrémités, qui induit un processus de gangrène, le sabot risquant de se détacher en l'absence de traitement. En outre, le bétail qui broute de façon intensive sur des pâturages de fétuque élevée infectés peut éprouver une diminution des gains de poids et une mauvaise production de lait.
Une méthode de prévention de cette intoxication consiste à donner aux bovins des aliments de substitution de manière à « diluer » leur prise de fétuque infectée.

## Ovins
Les moutons semblent être moins touchés par l'endophyte de Festuca arundinacea cv Kentucky 31, peut-être parce qu'ils sont plus rustiques. Ils sont cependant enclins au syndrome des pieds de fétuque, à l'hyperthermie, à une mauvaise production de laine et à des problèmes de reproduction, ainsi qu'à une diminution de la prise alimentaire qui se traduit par de médiocres gains de poids.